# هارون كلارك
هارون كلارك (بالإنجليزية: Aaron Clark)‏ هو سياسي أمريكي، ولد في 16 أكتوبر 1787 في الولايات المتحدة، وتوفي في 2 أغسطس 1861 في نفس البلد. حزبياً، نشط في حزب اليمين.